# Australobythere
Australobythere is een geslacht van kreeftachtigen uit de klasse van de Ostracoda (mosselkreeftjes).

## Soort
- Australobythere vandenboldi Yassini, Jones, King, Ayress & Dewi, 1995